# SXSWゲーム賞
SXSWゲーム賞（サウスバイサウスウエストゲームしょう、英: SXSW Gaming Awards）は、 テキサス州オースティンで開催されるサウス・バイ・サウスウエスト・フェスティバル（SXSW）において、その1年で優れたビデオゲームに与えられる賞。この賞は、フェスティバルのSXSWインタラクティブ・ブランチの一つであるSXSWゲーミング・エキスポの一部である。

## 構成
開発者と出版社は、締め切り前に審査のために試合の主催者にゲームを提出しなければならない。 これらのゲームは一般的に、フェスティバルの前の年に一般公開されていなければならない（例えば、2014年の授賞式では、ゲームは2013年にリリースされていなければならない） 。
フェスティバルの主催者は、業界の専門家のパネルと共に、全ての提出されたゲームを検討し、各ゲームカテゴリにおける上位5つを選択する。これらは、一般投票によって各賞における最終的な受賞者を決めるために公開される。
ゲーム声優賞は、中でも卓越したものである。前年度または今年にリリースされたインディー・ゲームのみに限定され、一般人をノミネートすることができる。フェスティバルの主催者は、各賞をノミネートした後、複数のゲーム（通常は5以上）を選択する。これらのゲームは、SXSWフェスティバルでプレイ可能な形で設置され、来場者が気に入ったゲームに投票する前に、試験的にプレイすることができる。
この授賞式はSXSWイベントの終わり近くに開催され、著名人とホストが賞を贈呈する。